# The Trust (1915)
The Trust é um filme mudo norte-americano de 1915, do gênero drama, dirigido e estrelado por Lon Chaney. O filme é agora considerado perdido.

## Elenco
- Vera Sisson - Florence Allison
- William Quinn - Marido de Florença
- Lon Chaney - Jim Mason
- T. D. Crittenden